# Бой (слон)

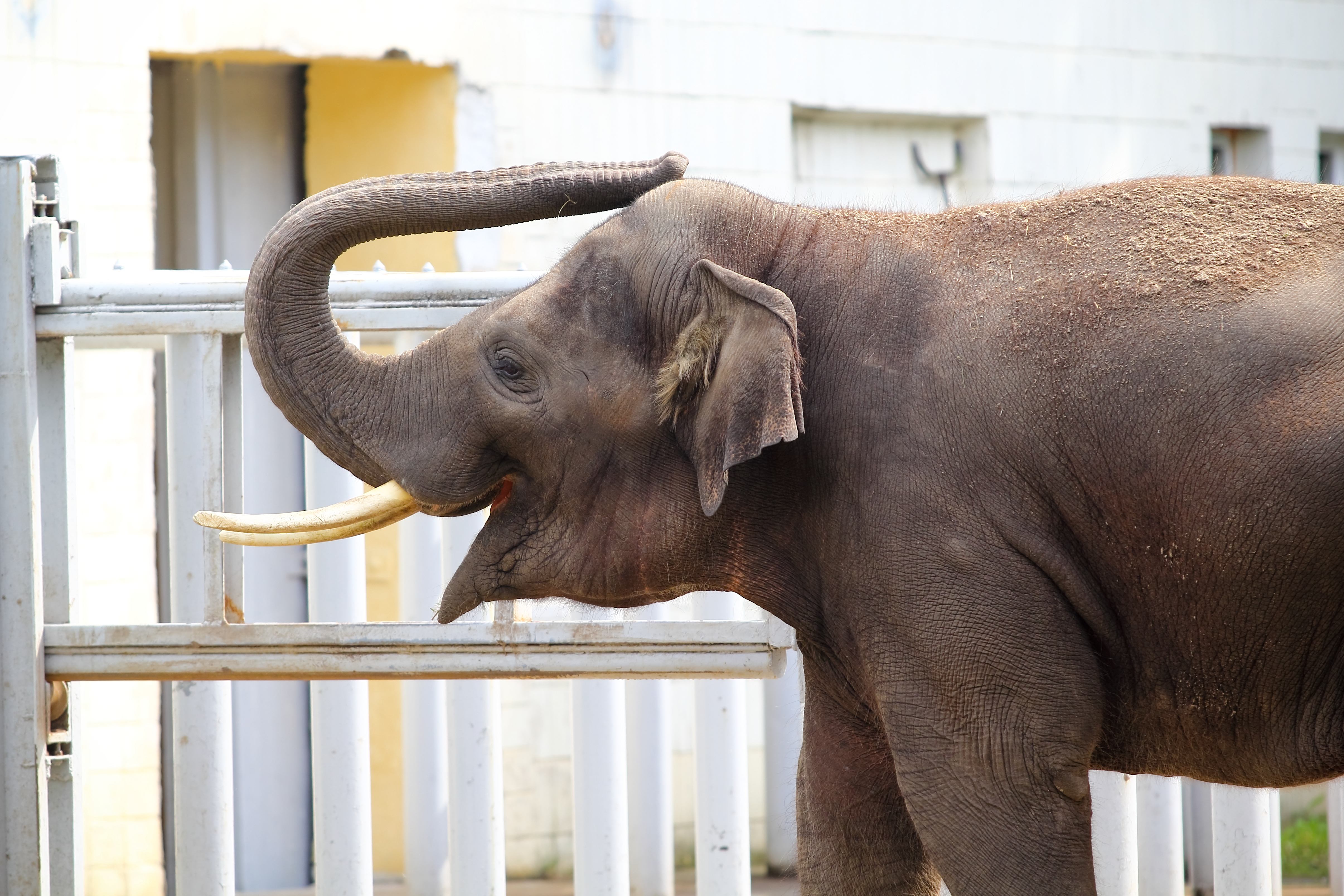
Бой 2010 року

Слон Бо́й (серпень 1970, Росток, НДР — 26 квітня 2010, Київ, Україна) — індійський слон, що мешкав у Київському зоопарку з 1972 по 2010 рік.

## Життєпис
Індійський слон Бой народився у серпні 1970 року в німецькому місті Росток. До Києва був привезений 7 грудня 1972 року, мав вагу 400 кг та був ручним. Протягом шести років мешкав разом з юною слонихою Франко, що померла у 1978 році від отруєння важкими металами. 8 жовтня 1981 року у Боя з'явилася нова подруга — Бама, а у 1985 році в них народилося слоненя Кий. Бама померла у 1989 році. 4 серпня 1998 року з Мюнхена до Києва доправили слониху Дірндл, з якою у Боя одразу склалися теплі стосунки.
14 червня 2002 року з вини Боя у Київському зоопарку сталася трагедія. Слон убив зоотехніка Михайла Кияшка, що чистив рів у слоновнику. Чоловік намагався втекти, однак не зміг вибратися з вольєру і був смертельно травмований твариною.
У серпні 2004 року київський слон знову лишився самотнім — Дірндл померла через тривалу хворобу судин. Самотність давалася Бою важко — він не підпускав до себе ветеринарів та жбурляв у відвідувачів камінням.
17 вересня 2005 року киянин Максон Пуговський опублікував на YouTube відео на якому Бой приймав піщану ванну в присутності відвідувачів зоопарку.
Станом на 2009 рік Бой був найбільшим слоном Європи. Його вага складала 6300 кг, однак на думку співробітників зоопарку слон мав би зменшити її до 3500-4000 кг. 26 квітня 2010 року Бой раптово помер на очах співробітників зоопарку. У нього розвинулася серцево-легенева недостатність та асфіксія. Керівництвом зоопарку висловлювалося припущення, що слона могли отруїти яйцями, які не входили в його раціон, однак за результатами судово-медичної експертизи було встановлено, що причиною смерті стало виснаження та стрімка втрата ваги.

## Цікаві факти
- Відео[3] зі слоном з Київського зоопарку є найпершим відео з України на YouTube.[8] Воно було опубліковано менше аніж за 5 місяців після найпершого відео на YouTube «Я в зоопарку».
- Протягом 2008—2010 років опікуном Боя в зоопарку був мер Києва Леонід Черновецький, що дав слону нове ім'я — «Вася»[9]. Втім, кияни не підтримали подібного перейменування та називали тварину старим іменем.
- У жовтні 2017 року в німецькому журналі «Elephant in Zoo und Circus» було опубліковано статтю Кирила Трантіна «87-річна історія утримання слонів у Київському зоопарку, Україна», в якій було висвітлено життєпис та вміщено рідкісні світлини усіх 12 слонів які були у зоопарку за період з 1929 року і донині.[10] Копія статті у форматі PDF доступна на сайті Київського зоопарку.

## Публікації
- Trantin Kirill. 87-year history of elephants maintenance in Kyiv Zoo, Ukraine = 87 Jahre Haltungsgeschichte von Elefanten im Zoo Kiew, UA // Elefanten in Zoo und Circus. — Elefanten-Schutz Europa, 2017. — Вип. 31 (October). — ISSN 2193-4118. Архівовано з джерела 2 березня 2022.